# Shotgun Revolution
Shotgun Revolution var et dansk rockband som blev etableret i 2009 af guitarist Martin Frank.
Bandet annoncerede at de gik i opløsning d.19.1.2024
Bandet udgav deres debut "Join The Revolution" i 2010 og fulgte op med "The Legacy of Childhood Dreams" i 2012.
I 2013 udkom det selvbetitlede album "Shotgun Revolution" som var en international udgivelse med numre fra de to første album.
27 maj 2016 Udkom bandets seneste album "All This Could Be Yours" med flere af bandets tidligere singler, som hidtil ikke før har været udgivet på CD. På albummet er også nummeret "City Of Fire" lavet i samarbejde med Black Stone Cherry. 
Alle bandets albums er optaget af Flemming Rasmussen
Alle bandets albums er produceret af Martin Frank

## 2009
Bandet debuterer live d. 19 Februar på VIFTEN i Rødovre
Bandet når finalen i P4's musik konkurrence "Rocktoget"
Bandet deltager i P3's musik konkurrence "Karrierekanonen". Vinder publikums prisen

## 2010
Udgiver debut albummet "Join The Revolution" der indeholder P4 hittet "Flipside"

## 2012
Udgiver albummet "The Legacy of Childhood Dreams"

## 2013
Udgiver EU "best off" albummet "Shotgun Revolution"

## 2015
Bandet drager på den største Kina tour af noget dansk navn, nogensinde. (22 operahuse)

## 2016
Udgiver albummet "All This Could Be Yours" der indeholder hittet "City Of Fire" (+1.000.000 Spotify streams)
Singlen "Dissolve" vinder -Rock Track Of The Year- award ved High Voltage Awards
Singlen "City Of Fire" vinder -Rock Track Of The Year- award ved High Voltage Awards

## 2017
Bandet blev i Juni 2017 Promotion Ambassadører for Kina-Danmark turist år 2017

## 2019
Bandet indspiller 4. album i NRG Recording Studios i Los Angeles. Udgiver singlen "Cold Star Light" i eksklusivt samarbejde med radioen myROCK d. 30 September
10 års jubilæums DK Tour i løbet af Oktober måned.

## 2020
Bandet udgiver flere singler:  6. april "Wormwood",  15. maj "Claustrophobia",  17. Juni "Under The Surface". Forsangeren Ditlev annoncerer at alle bandets koncerter for 2020 aflyses grundet Corvid-19. Bandets nye album skulle have været været udgivet i juni men dette blev også indstillet. I stedet blev det nye album "IV" frigivet som vinylplade og kun i et begrænset oplæg på 100 eksemplarer. Køberne af pladen fik også et link til at downloade albummet.
Ingen CD eller mulighed for anden digital download vil blive mulig før 2021.

## Medlemmer
Bandet består af:
- Ditlev "Dee" Ulriksen: Sang
- Martin Frank: Guitar
- Michael "Tex" Venneberg: Bas & Percussion
- Kasper "Wallee" Lund: Trommer

Tidligere medlem: Henrik Berger: Guitarist. Forlod bandet 2015 for at fokusere mere på sit eget band LittleFish
Som "gæste" guitarist har bandet allieret sig med René Shades fra bandet Pretty Maids og har også haft Christian Stilling
Benjamin Vixon var oprindeligt med på vokal i den spæde opstart i 2002-2003, hvor han og Martin Frank indspillede nogle af de numre der senere var med på debutalbummet  

## Diskografi

### Albummer
| År                                                       | Album                          | Højeste placering | Certificering |
| År                                                       | Album                          | Danmark           | Certificering |
| -------------------------------------------------------- | ------------------------------ | ----------------- | ------------- |
| 2010                                                     | Join the Revolution            | 31-               |               |
| 2012                                                     | The Legacy of Childhood Dreams | -                 |               |
| 2013                                                     | Shotgun Revolution             | -                 |               |
| 2016                                                     | All this Could Be Yours        |                   |               |
| 2020                                                     | IV (Kun som vinyl)             |                   |               |
| "—" markerer en udgivelse der ikke opnåede en placering. |                                |                   |               |